# Amber : Témoin à charge
 (juin 2010).
Si vous disposez d'ouvrages ou d'articles de référence ou si vous connaissez des sites web de qualité traitant du thème abordé ici, merci de compléter l'article en donnant les références utiles à sa vérifiabilité et en les liant à la section « Notes et références ».

Amber : Témoin à charge (Amber Frey: Witness for the Prosecution) est un téléfilm américain réalisé par Peter Werner et diffusé en 2005.

## Fiche technique
- Titre original : Amber Frey: Witness for the Prosecution
- Scénario : Donald Martin, Amber Frey
- Durée : 120 min
- Pays :  États-Unis

## Distribution
- Janel Moloney : Amber Frey
- Terry Kinney : Inspecteur Neil O'Hara
- Nathan Anderson : Scott Peterson
- Paget Brewster : Carol Carter
- John Rubinstein : Mark Geragos
- Nora Dunn : Gloria Allred
- Nathaniel DeVeaux : Steve Richards
- Susan Hogan
- Madeleine Parker : Bébé Ayiana
- Eric Breker : Dave
- Michael Daingerfield : Jim Carter
- Fred Keating : David Harris
- Don MacKay : Juge
- Dallas Blake : Greffier
- Eric Keenleyside : Ronny Matthews
- Zena Daruwalla : Polygraphiste
- James Purcell : Homme au karaoké
- Kaaren de Zilva : Standardiste policière
- Linda Ko : Maureen
- Fanny Kiefer : Sarah Jenkins
- Dale Wolfe : Josh McLennan
- Nicola Crosbie : Heather Howe
- Dawn Chubai : Lindsay Roger
- Claire Riley : Shawn Jones
- Amy Dallin : Laci Peterson
- Eileen Pedde : Journaliste à la maison #1
- Rachael Sherman : Ayiana - 4 ans
- Patricia Idlette : Officier #2
- Kerry Liu : Patronne de l'évènement de charité
- Solomon Kennedy : Vendeur d'arbres
- Leeah Taylor Lenwick : Bébé Justin Frey